# Калиновка (Козельщинский район)
Калиновка (укр. Калинівка) — село,
Оленовский сельский совет,
Козельщинский район,
Полтавская область,
Украина.
Код КОАТУУ — 5322083704. Население по переписи 2001 года составляло 41 человек.

## Географическое положение
Село Калиновка находится между рекой Волчья и ручьём Волчий,
на расстоянии в 0,5 км расположено село Дзюбановка.